# Eburodunum
Eburodunum est un oppidum celtique, puis un vicus gallo-romain situé dans la ville vaudoise d'Yverdon-les-Bains, en Suisse.
Ne pas confondre avec Eburodurum (Embrun, Hautes-Alpes).

## Histoire
Construit sur les ruines d'un oppidum celte datant d'environ 370 av. J.-C., le vicus gallo-romain d'Eburodunum s'est développé dès le Ier siècle sous la forme d'un fort probablement destiné à la protection du passage et du port sur la Thièle qui se trouve juste à côté.
Le site est abandonné dans la seconde moitié du Ier millénaire, à la suite d'une variation du niveau du lac de Neuchâtel qui provoque la construction de la ville médiévale et du château sur la nouvelle rive. Les bâtiments sont alors détruits et les pierres récupérées en grande partie.

## Découverte et fouilles du site
L'ensemble du site est inscrit comme bien culturel suisse d'importance nationale. Il se trouve aujourd'hui en grande partie enterré sous des bâtiments modernes ; seule une partie du site a été fouillée et conservée depuis 1821. Des travaux entrepris par une association locale ont permis de reconstruire en pierres sur une hauteur d'environ 50 centimètres, une partie du mur nord du fort ; les autres murs sont simplement marqués dans la chaussée actuelle.